# リアクションホイール

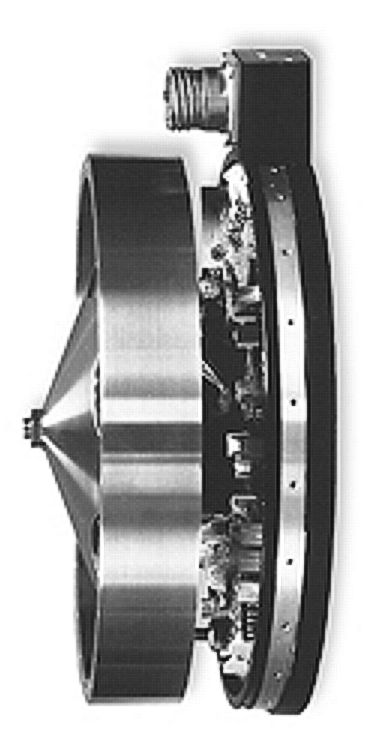
リアクションホイール

リアクションホイール（英: reaction wheel）は、回転するコマ（フライホイール）を電動機で加減速することによって姿勢制御を行う、主に宇宙機で用いられる装置である。
フライホイールの回転数の変化に伴う反作用により、宇宙機にトルクを与えることで回転を制御する。電力で動作するため、スラスターとは異なり燃料を消費しない。回転だけが可能であり、軌道制御は行えない。

## 実装
宇宙機のリアクションホイールは、姿勢制御の自由度を確保するために多軸構成になることが多い。フライホイールの重量と大きさによって容量が決定されるが、その重量は打ち上げコストにも影響するためバランスが要求される。また、宇宙機の場合は打ち上げ前の地上に固定されている間にホイールを加速しておく必要がある。

### 構造
1つの回転軸に対して、１つのフライホイール（円盤状のはずみ車）を電動モーターで回転駆動する。宇宙機の角運動量をフライホイールの角運動量へ移して保存することでリアクションホイール以外の機体部分の角運動量を調節する。一般にフライホイールは電動モーターと一体として作られる。フライホイールの加減速と回転数検知はすべて電気的に行われ、コンピュータで精密に制御される。リアクションホイールの回転速度の上限値は主に回転軸のベアリングの耐久性によって決まり、回転体の質量と角速度の積から制御可能な角運動量の最大値が定まる。多軸構成の場合、駆動回路がリアクションホイールごとに備わるものと1つの駆動回路部に集約されているものがある。
ベアリング
リアクションホイールのフライホイールは、ベアリングによって回転軸に取り付けられているが、真空中でも機能するこの幾分特殊なベアリングは回転時には摩擦が生じない構造である。回転速度ゼロの止まった状態から回転運動をはじめるのには大きな負担がかかる。このため、一般には回転速度ゼロとなる領域での運用は寿命を縮めるので可能ならば避けられる。リアクションホイールは、姿勢制御の開始当初から最大回転数の1/2ほどで回転させておく使用法と、姿勢制御の開始当初は回転速度ゼロである使用法がある。前者では運用時のホイール回転数の範囲下限はゼロではなく1000rpm程度であり、停止状態やマイナス方向での回転は行わない。後者は角運動量を保存する能力が前者より大きくできる。

### 配置
宇宙機は自転に対して3軸方向の姿勢制御が求められることが一般的であり、この場合、3軸3基、または4軸4基のリアクションホイールが搭載されることになる。
3軸3基の構成では、直交する X,Y,Z の各軸に対してそのまま3基が配置され、通常は各軸周りの運動に対してそれぞれ1基のリアクションホイールが対応することになるが、プログラムによって1軸の故障時に残る2軸でもモーメントの合成によって姿勢制御が可能となる。4軸4基の構成では、4軸すべての軸方向が互いに直交することなく斜めに交差しており「フォー・スキュー」と呼ばれる。4軸4基は3軸3基よりも冗長性がある。
リアクションホイールは宇宙機の角運動量をフライホイール内に蓄えるだけなので、宇宙機の重心に無くとも完全に機能する。しかし、回転によって振動が生じるため、その影響を小さくできる重心近くに置かれることがある。

## 角運動量の蓄積と解消
太陽からの放射光が生み出す力である太陽輻射圧のようなものが宇宙機に当り、それを受ける面が重心に対して偏りがあり続けるときには、機体を回転させる外力となる。このようなモーメントは微小でありリアクションホイールの回転数の変化によって吸収されるが、長期間に渡って同一方向にモーメントが蓄積されるとやがてはリアクションホイールの回転が限界に近づき、そのままでは「飽和」して制御が破綻する。この蓄積されたモーメントを解消するために、多くの宇宙機ではリアクションホイールとは別の姿勢制御システムを備えている。（ホイールの減速と共にその反作用をジェット噴出などで相殺する）
別の姿勢制御システムの最も一般的なものには一液式ロケットがあり、二液式も採用されている。一液式は触媒に吹き付けて燃焼させるものと高圧ボンベに詰めた窒素ガスなどの噴射を用いるものがある。二液式は液体燃料と液体酸化剤を用いた小型のロケットエンジンである。
このような蓄積されたモーメントを解消する操作は「アンローディング」(Unloading) と呼ばれる。姿勢制御スラスタは、正確に噴射しないと軌道まで変更させてしまうリスクがあり、機械的なバルブや燃料の化学反応に依存するロケットの噴射機構は、電磁的に制御されるリアクションホイールよりも制御誤差が大きくなる傾向がある。また、アンローディングの回数が増えるとそれだけ噴射ガスの元となる燃料が消費される。
また、地球に近い軌道など磁場が存在する場所では、磁気トルカを使って運動量を打ち消すことができる。磁場のない環境では、イオンエンジンなどの高効率姿勢制御ジェットを使ったり、小さい宇宙船であれば太陽電池パネルやマストの先に軽量な太陽帆を備える場合もある。